# دورن‌اشتاین
دورنستاین (به آلمانی: Dürnstein)، با تلفظ آلمانی : دونشتاین، یک شهر و شهرک با حقوق شهرک و روستای سابق در اتریش است که در ناحیه کرمس-لاند واقع شده‌است. دورنستاین ۱۶٫۷۱ کیلومتر مربع مساحت دارد ۲۰۹ متر بالاتر از سطح دریا واقع شده‌است.